# Falange Española Tradicionalista y de las Juntas de Ofensiva Nacional Sindicalista
La Falange Española Tradicionalista y de las Juntas de Ofensiva Nacional Sindicalista (FET y de las JONS o FET-JONS) fue el partido único del régimen franquista y, a efectos legales, el único partido permitido en España tras la Guerra Civil Española. A pesar de su nombre oficial, durante la dictadura fue comúnmente conocido como el Movimiento Nacional, un concepto que en realidad hacía referencia a todo el mecanismo político del cual se dotó la dictadura franquista durante su existencia, conocido popularmente éste como El Movimiento. 
La FET y de las JONS fue creada en abril de 1937, en plena contienda, mediante el llamado Decreto de Unificación y continuó existiendo hasta 1977, cuando fue disuelta por el gobierno de Adolfo Suárez en pleno proceso de la Transición democrática. Durante las cuatro décadas que duró la dictadura franquista, la FET y de las JONS fue el único partido permitido en el país, monopolizando cualquier actividad política. Por otro lado, se convirtió en el instrumento esencial del aparato franquista para mantenerse en el poder, tanto con el apoyo de los grupos sociales tradicionales como entre los veteranos del bando sublevado que había combatido en la Guerra Civil Española, véanse falangistas, carlistas y monárquicos.

## Historia

### Guerra civil española
Con el estallido de la guerra civil en julio de 1936, la Falange rápidamente se puso del lado de los sublevados en contra del gobierno de la Segunda República. Durante los primeros meses de la contienda, el partido, que durante los años 1930 había constituido una pequeña formación fascista en el ámbito político español, expandió rápidamente su militancia de varios miles a varias decenas de miles. La organización masculina de la Falange se vio acompañada de una organización auxiliar compuesta por mujeres, la llamada Sección Femenina (SF). Dirigido por la hermana de José Antonio, Pilar Primo de Rivera, hacia el final de la guerra civil esta organización filial llegó a contar con más de medio millón de miembros, proporcionando servicios de enfermería y de apoyo logístico a las fuerzas sublevadas.
Desde antes del comienzo de la contienda, José Antonio Primo de Rivera y otros líderes de Falange se hallaban encarcelados en cárceles republicanas, por lo que la dirección del partido pasó de modo provisional a Manuel Hedilla. Primo de Rivera permaneció encarcelado durante los primeros meses y tras ser sentenciado a muerte, fue fusilado en la cárcel de Alicante el 20 de noviembre de 1936, lo que le convertiría en un mártir para el posterior régimen franquista.
La Falange, convertida en la formación política de la zona sublevada, siguió estando en teoría al mando de Hedilla y de los llamados «Camisas viejas», pero la existencia de nuevos cuadros de mando había cambiado radicalmente el equilibrio de poder interno. En esta situación, con el general Francisco Franco ya convertido en líder de los «rebeldes», el 20 de abril de 1937 se decretó la unificación de Falange Española de las JONS, los tradicionalistas carlistas y, en teoría, el resto de fuerzas políticas que habían apoyado la sublevación militar que inició la Guerra Civil. Mediante el llamado Decreto de Unificación, el «generalísimo» Franco se convertía en el Jefe Nacional del nuevo partido único de la zona sublevada. A efectos prácticos, el nuevo partido se convirtió en una comunión de distintas fuerzas políticas organizadas en torno a la figura de Franco. No obstante, la unificación se llevó a cabo con la firme oposición de los líderes de las dos principales facciones unificadas: Numerosos camisas viejas de la vieja Falange (incluyendo Hedilla) y un buen número de carlistas no se integraron en el nuevo partido. Hedilla, que ya mantenía una agria disputa con el llamado grupo de los legitimistas, no reconoció la unificación con los tradicionalistas y tampoco aceptó el puesto de Consejero nacional que le ofreció Franco, por lo que fue inmediatamente detenido. Condenado a muerte por un tribunal militar, algún tiempo después la pena fue conmutada por la de destierro, el cual cumplió en Mallorca hasta 1947. Por su parte Manuel Fal Conde, líder de la Comunión Tradicionalista, se encontraba exiliado en Portugal cuando se produjo la Unificación, y desde este país siguió oponiéndose firmemente a la misma:

[...] No se había olvidado de los carlistas. Franco en persona invitó a Fal Conde, el jefe carlista exiliado en Lisboa, a formar parte del Consejo Nacional de FET, en noviembre de 1937. Fal Conde no aceptó y el ofrecimiento fue retirado definitivamente el 6 de marzo de 1938. El conde de Rodezno, que seguía en importancia a Fal Conde entre los carlistas, fue nombrado, a pesar de todo, Ministro de Justicia...

Ninguna de las formaciones políticas que tomó parte en la guerra civil sufrió tal número de muertes entre sus líderes como ocurrió en el caso de la Falange Española y de las JONS: Alrededor del 60 % de los miembros de Falange de antes de la guerra perdieron su vida durante la contienda. Por el contrario, la mayor parte de los locales y propiedades de los demás partidos políticos o sindicatos ilegalizados al final de la contienda pasaron a formar parte del patrimonio de FET y de las JONS.

### Segunda Guerra Mundial
El partido jugó un papel discreto durante la Segunda Guerra Mundial, llegando a establecer varias delegaciones fuera de España. 
La posibilidad de la intervención española en la contienda se convirtió un motivo de preocupación para los Estados Unidos, que investigaron las actividades de la Falange en América Latina, especialmente en Puerto Rico, donde los sentimientos pro-Falange y profranquistas fueron elevados, incluso entre las clases dirigentes. Algunos falangistas promovieron la idea de apoyar la lucha de las antiguas colonias españolas contra la dominación norteamericana. Por ejemplo, antes del estallido de la guerra mundial, el apoyo a Franco y la Falange era alto entre la comunidad española de Filipinas. El Servicio Exterior de Falange, que constituía el departamento internacional del partido, colaboró, a través de la Falange Filipina, con las fuerzas japonesas en su lucha contra las fuerzas militares estadounidenses durante la conquista de Filipinas, en 1942.
Durante la contienda los Servicios de Información de Falange también cooperaron estrechamente con los servicios secretos de las Fuerzas del Eje. Los Servicios secretos de Falange se hicieron cargo del espionaje político y también del espionaje dirigido a los diplomáticos aliados en la España franquista.

### Primeros años del franquismo
Después de la guerra civil, se ha señalado al partido como el encargado de desarrollar una ideología para el régimen de Franco. Este trabajo se convirtió en un auténtico cursus honorum de los nuevos políticos conversos que se habían integrado en el partido tras el comienzo de la contienda, los llamados Camisas nuevas, en oposición a los más populistas e ideológicos "camisas viejas" que habían formado parte de la vieja Falange. Desde la publicación de los estatutos del partido el 4 de agosto de 1937, Franco ostentaba el cargo de Jefe Nacional de FET y de las JONS, y sólo respondía de sus acciones «ante Dios y ante la Historia».
Aunque inicialmente Raimundo Fernández-Cuesta era el secretario-general de FET y de las JONS, y en teoría el auténtico líder del partido, en estos primeros años el verdadero hombre fuerte de Falange fue Ramón Serrano Suñer. Cuñado de Franco y Ministro de la gobernación, logró acceder a la jefatura de la Junta política de FET y de las JONS, lo que le confirió un poder enorme dentro de Falange. La esperaba entrada en guerra de España del lado de los nazis fue vista por los sectores más radicales del partido como la oportunidad para poder completar la revolución nacionalsindicalista pendiente desde el final de la guerra española. El dócil Fernández-Cuesta abandonó la secretaría general del partido y esta fue puesta en manos del general Agustín Muñoz Grandes, que además era germanófilo. Entre 1940 y 1941 la campaña de agitación de Falange, sin embargo, les llevó a enfrentarse con poderosos sectores del Ejército que eran visceralmente contrarios a Falange. Esta situación desembocó en lo que se conoce en la historiografía como Crisis de mayo de 1941, durante la cual Franco realizó algunos cambios para tratar de conseguir un nuevo equilibrio de poder en la Falange y en el gobierno. Serrano Suñer (que pasó al Ministerio de Exteriores) y sus seguidores perdieron poder frente a otros falangistas más conservadores y fieles a Franco.

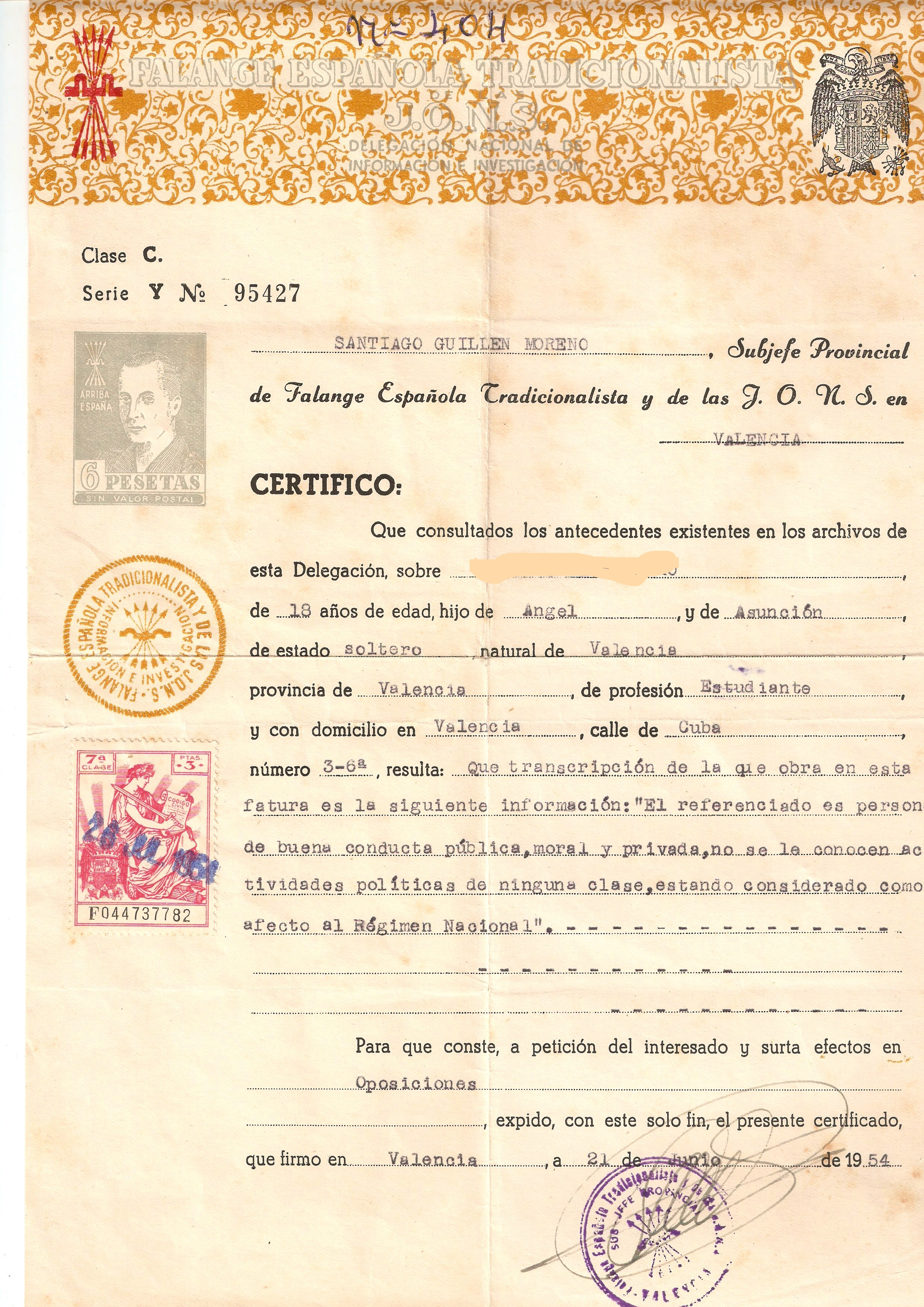
Certificado emitido por FET y de las JONS sobre un ciudadano en 1954. Este tipo de documentos era imprescindible para ciertas gestiones.

La influencia y el poder del partido siguieron creciendo. La membresía de FET y de las JONS alcanzó un pico de 932 000 miembros en 1942. Sin embargo, los conflictos internos no desaparecieron y apenas un año después de la crisis de mayo de 1941 surgió otra mucho más grave que la anterior. En agosto de 1942 las tensiones terminaron estallando y dando lugar al llamado atentado de Begoña, cuando un incidente entre falangistas y carlistas acabó con el lanzamiento de una granada de mano y numerosos heridos. El atentado provocó el cese de varios ministros del gobierno de Franco, especialmente del ministro de Asuntos Exteriores, Ramón Serrano Suñer, y del ministro del Ejército, José Enrique Varela, pero principalmente sirvió a Franco para desbancar del poder a los falangistas, a los que ya consideraba una amenaza directa para su poder. En cuanto a los autores del ataque, seis falangistas recibieron condenas por el mismo y uno de ellos, Juan José Domínguez Muñoz, fue condenado a muerte y fusilado. Con anterioridad, tras la llamada «crisis de mayo de 1941», José Luis Arrese ya había emprendido una purga interna dentro del partido, con el objetivo de expulsar a los elementos más "incontrolados" o "izquierdistas" que se habían afiliado durante la contienda: en los siguientes años fueron expulsados 4000 militantes. Esta represión también se extendió a otros órganos, como los Sindicatos Verticales: el Delegado nacional de sindicatos, Gerardo Salvador Merino, y sus partidarios fueron purgados y los sindicatos abandonaron sus postulados revolucionarios.
A partir de noviembre de 1942 los falangistas radicales quedaron desterrados de la dirección del partido, que tras la constitución de su III Consejo Nacional vio su composición desterrada de todos aquellos partidarios de Serrano Suñer y, en cambio, copada por dirigentes falangistas dóciles ante las decisiones de Franco. De hecho, muchos de estos nuevos líderes estaban más preocupados por mantener sus parcelas de poder y limitar el poder de sus rivales. Esto coincidió con el cambio de rumbo de la Segunda Guerra Mundial, especialmente tras la Batalla de Stalingrado, que terminó en una catástrofe militar para Alemania. Ante aquel cambio radical de la situación internacional, Franco se empezó a distanciar de las potencias fascistas. En septiembre de 1943 dio órdenes para que, en adelante, desde los medios oficiales se empezaran a referir a la FET y de las JONS como un "Movimiento" y no como un partido.
FET y de las JONS se acabó concibiendo como la rama política del denominado «Movimiento Nacional», concepto más amplio con el que se definía al complejo mecanismo totalitario de inspiración fascista que pretendía ser el único cauce de participación en la vida pública española. Su discurso político expresaba también la mezcla de elementos ideológicos y retóricos fascistas, ultranacionalistas, militaristas, tradicionalistas, conservadores, católicos (o nacionalcatólicos), monárquicos, etc.

FET de las JONS se convirtió en la pieza esencial de la maquinaria del Estado para crear las redes que hacían posible mantener fidelidades tradicionales, a la vez que ampliaban los apoyos al cooptar militantes entre todas las clases sociales, con lo que la base social de la dictadura se ampliaba y daba estabilidad al franquismo.

### Después de la Segunda Guerra Mundial
Tras el final de la Segunda Guerra Mundial y la derrota de las potencias fascistas, la situación internacional de la España franquista se volvió muy complicada. Sin embargo, a partir de 1948, habían desaparecido los peores augurios para el régimen. El partido, que había estado convenientemente silenciado después de 1945, volvió a reactivarse y vivió una segunda etapa dorada: volvió a tener un importante protagonismo en los ámbitos políticos. Se reactivó el cargo de Secretario general del Movimiento, que había quedado vacante tras el final de la contienda mundial. En 1953 llegó incluso a celebrar su Primer congreso (que de hecho, acabaría constituyendo el primer y el último). Durante la celebración del congreso se aprobó una declaración en la que se decía que la Falange no consentiría «bajo ningún pretexto la ilegítima actuación de camarillas que pretendan mermarle su condición de única inspiradora del Estado y, consiguientemente, la autoridad de su Jefe y Caudillo». En 1956 el Secretario general del Movimiento, Arrese, elaboró un proyecto por el cual el papel de Falange y su jefatura política se reforzarían considerablemente en el seno del propio régimen franquista. Este proyecto pronto se tropezó con la oposición de importantes sectores de la dictadura —Ejército, Iglesia, sectores monárquicos, etc.— y el intento acabaría fracasando pronto. A partir del cambio de gobierno de 1957, Falange perdió gran parte de su influencia anterior, en beneficio de los «tecnócratas» del Opus Dei.
En 1958 se aprobó la Ley de Principios Fundamentales del Movimiento, una norma que algunos historiadores han considerado que supuso el principio del fin para FET y las JONS como partido. En adelante se impuso definitivamente el uso del término «Movimiento» para referirse al partido, al tiempo que las bases ideológicas falangistas se diluyeron hasta prácticamente perder toda su antigua esencia y convertirse en una mera amalgama de distintos planteamientos ideológicos.

### Decadencia
Con el paso de los años la influencia del partido único fue decreciendo a paso acelerado. A pesar de que seguía habiendo afiliaciones —hubo 27 806 afiliaciones en 1969—, estas eran demasiado reducidas como para compensar las defunciones de la vieja guardia del partido. A esto se sumaba el factor de que la militancia estaba envejeciendo: en 1974 la media de edad de la militancia en Madrid era de al menos 55 años. Los cambios políticos del régimen —Ley Orgánica del Estado y nombramiento de Juan Carlos de Borbón como sucesor de Franco— provocaron disensiones internas. En 1969 un camisa vieja, Francisco Herranz, se suicidó en pleno centro de Madrid como protesta por los cambios que estaban teniendo lugar en el seno del régimen. A pesar de ello, la evolución del régimen continuó su curso. El 3 de abril de 1970 una ley abolió definitivamente el nombre Falange Española Tradicionalista y de las JONS (oficial desde 1937) y asentó definitivamente el nombre «Movimiento Nacional». Para 1973 el «Movimiento» tenía oficialmente unos 980 054 miembros, lo que constituía una de las cifras más altas en su historia pero que proporcionalmente (en relación con el conjunto de la población) era mucho menor de lo que había sido FET y de las JONS en la época de Arrese. Sin embargo, aún peor era el problema de la participación de la militancia en la vida política, que era muchísimo más baja de lo que había sido en el pasado.

### Desaparición
En 1976, tras la muerte de Franco, el entonces joven político Adolfo Suárez fue nombrado Ministro-secretario general, siendo el primero bajo la nueva monarquía de Juan Carlos I. Para entonces la influencia real del Movimiento en la sociedad española no pasaba de ser meramente anecdótica, aunque seguía conservando su enorme entramado burocrático y sus organizaciones satélites. Sin embargo, los primeros meses del reinado de Juan Carlos I no hicieron más que confirmar el abismo que existía entre el Movimiento Nacional y la sociedad española. Ya en el verano 1976, Suárez fue nombrado nuevo Presidente de gobierno y bajo su presidencia dio comienzo el desmontaje de las estructuras del franquismo y el paso a un régimen parlamentario, especialmente tras la aprobación de la Ley para la Reforma Política. 
El 7 de abril de 1977 el Gobierno Suárez decretó la disolución oficial de FET y de las JONS, aunque algunos de sus organismos internos —especialmente los del mundo de la comunicación, órganos culturales y órganos deportivos— todavía existieron durante algunos años más. La desaparición de los órganos que formaban el «movimiento» implicó el traspaso de todo su personal a la administración pública del Estado con categoría funcionarios públicos. En el caso de las trabajadoras de la Sección Femenina, por ejemplo, fueron transferidas mayoritariamente a las Bibliotecas del Estado aun cuando esta medida tropezó con la frontal oposición del cuerpo de bibliotecarios.
Poco después de su autodisolución, en paralelo, surgieron algunos partidos que pretendían ser sus continuadores, como Falange Española de las JONS (fundado en 1976), Falange Española de las JONS (Auténtica), Falange Española Independiente (ambas fundadas en 1977) o los Círculos Doctrinales «José Antonio».

## Simbología y uniformidad
FET y de las JONS adoptó una combinación de símbolos que reflejaba la distinta procedencia de las fuerzas que conformaron el partido. Se vestía como uniforme la camisa azul de la Falange y la boina roja de los Requetés. Se añadió asimismo una corbata negra en señal de luto por José Antonio Primo de Rivera. Muchos falangistas no aceptaban la boina roja como elemento del uniforme y la consideraban una imposición. Por ello, en muchas ocasiones solían llevar la boina roja en la charretera de la camisa azul. Al igual que ocurría con los falangistas, la militancia de procedencia carlista tampoco aceptó de buen grado el uso de elementos de origen falangista.
Las banderas que presidían los actos correspondían del mismo modo a las principales fuerzas que conformaron la organización. Presidía todos los actos del partido la Bandera Nacional de España, flanqueada por las de Falange y la Cruz de Borgoña de los tradicionalistas. El principal himno del partido era el "Cara al Sol", (obra del músico guipuzcoano Juan Tellería y otros) aunque también gozaron de cooficialidad formal, entre otros el "Oriamendi". Esta situación se mantuvo hasta el final mismo de la dictadura.

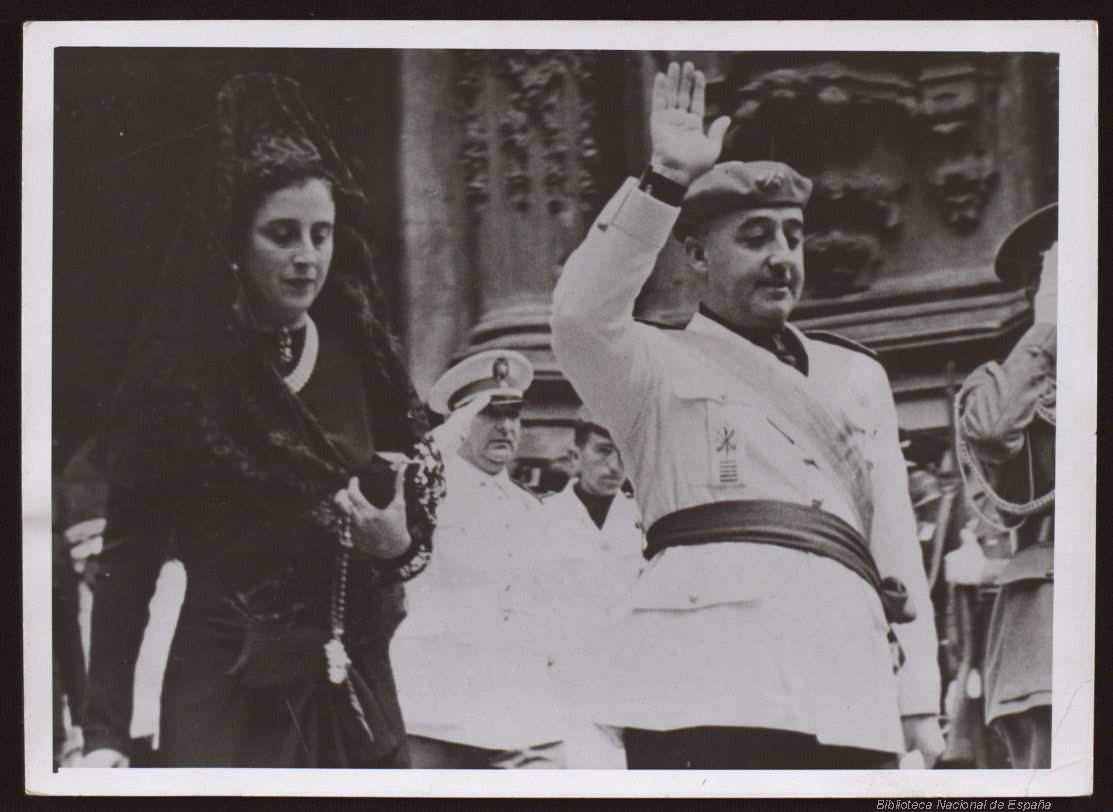
Francisco Franco, acompañado de su esposa, saluda brazo en alto a la salida de la Basílica de Santa María del Coro de San Sebastián. Viste el uniforme de jefe nacional del Movimiento y la boina roja requeté.

El saludo con el brazo en alto y los gritos rituales, como ¡Arriba España! o "España, Una, Grande y libre", de procedencia falangista, completaban el grueso de la imagen externa que se proporcionó al partido.
Galería de imágenes

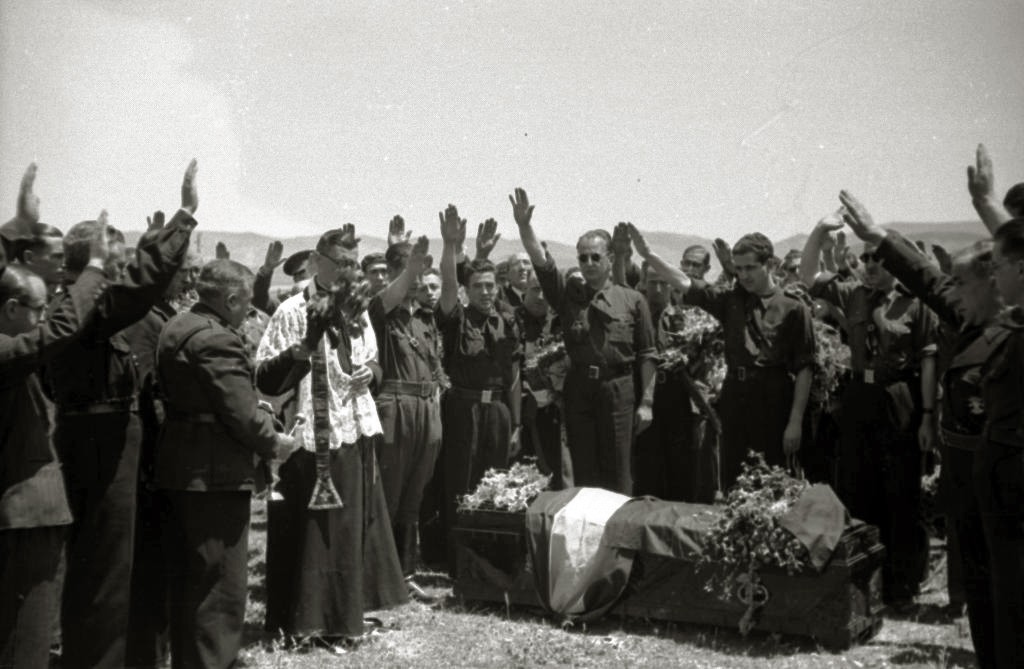
El saludo a la romana y la camisa azul falangista
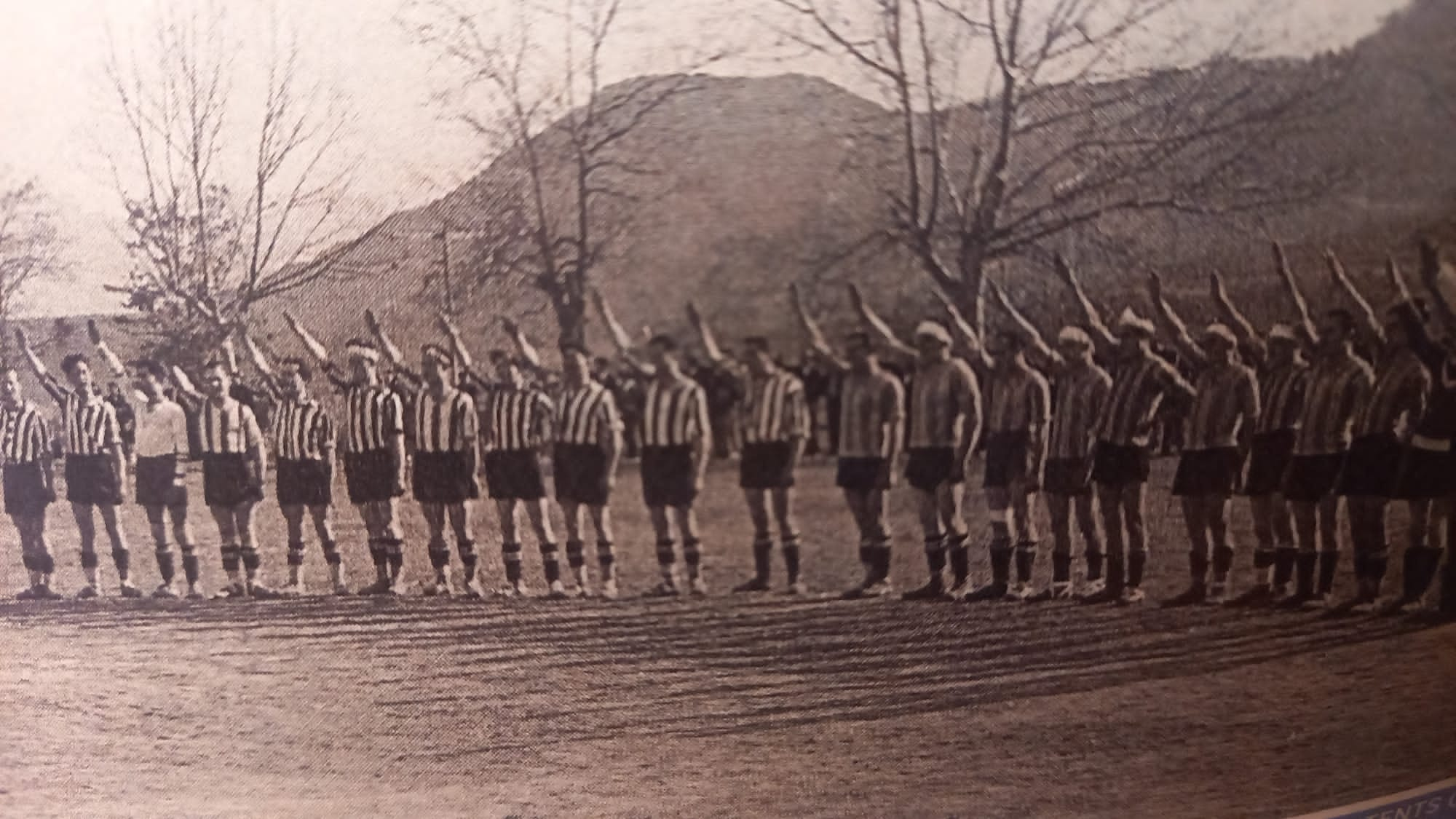
Equipo de fútbol cantando el Cara al Sol
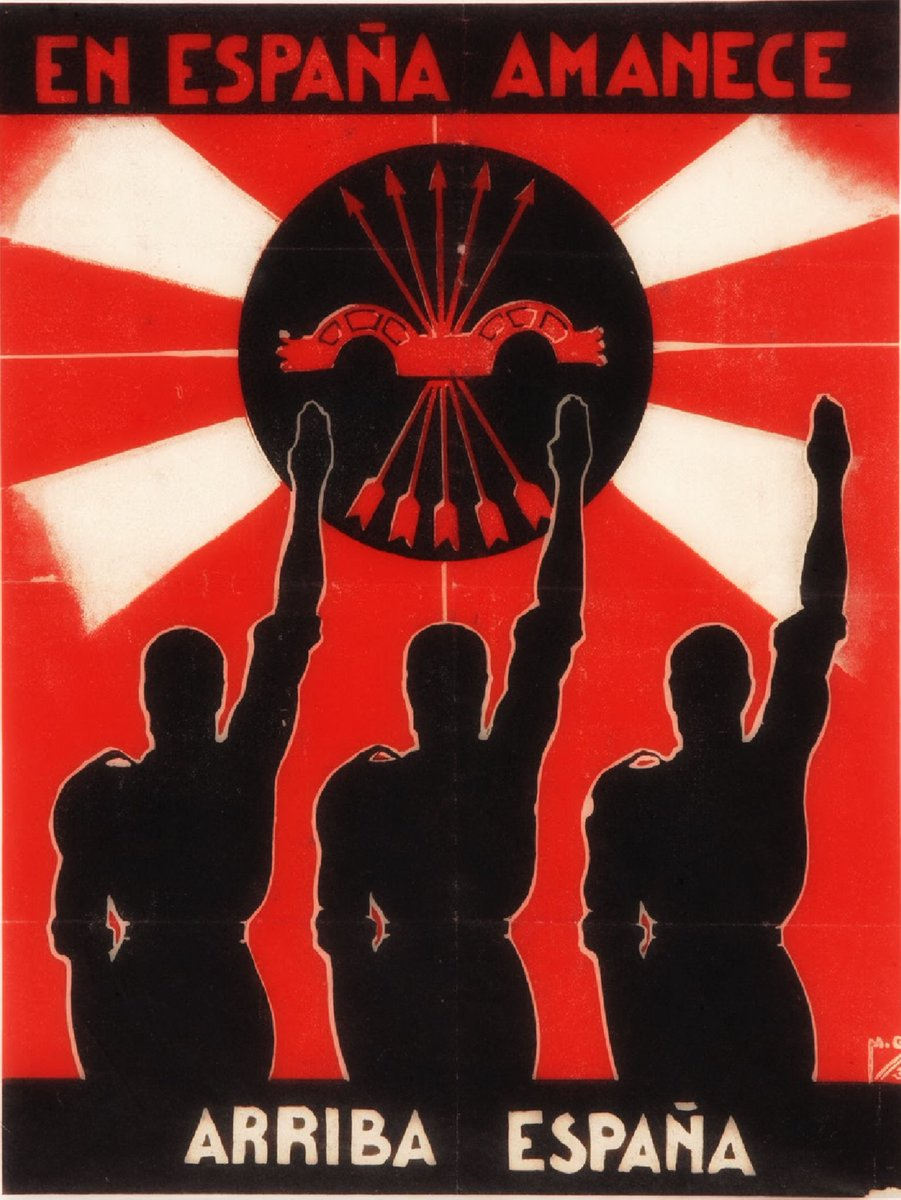
Cartel con los lemas Arriba España y En España amanece que recuerda la frase final del Cara al Sol "que en España empieza a amanecer"
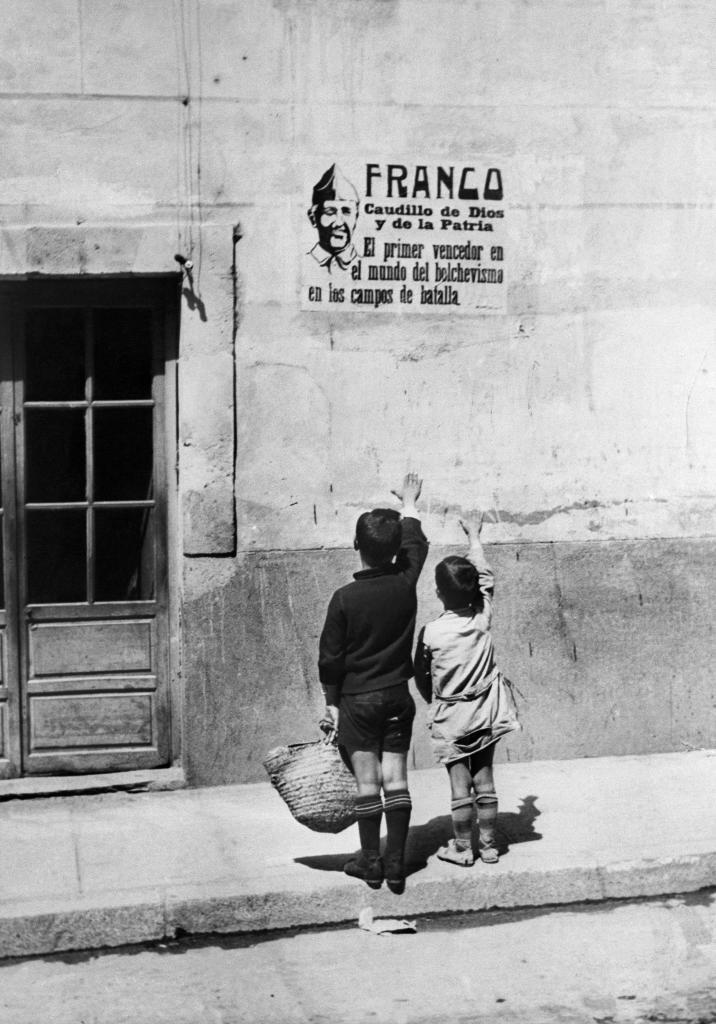
Dos niños haciendo el saludo a la romana frente a un cartel de Franco

## Estructura orgánica
Con la creación de FET y de las JONS, en los estatutos de 1937 se establecían doce "servicios", que constituían distintas áreas de organización y trabajo. Estos eran: Servicio Exterior, Educación Nacional, Prensa y Propaganda, Sección Femenina, Obras Sociales, Sindicatos, Organización Juvenil, Justicia y Derecho, Iniciativas y Orientaciones de la Obra del Estado, Comunicaciones y Transportes del Movimiento, Tesorería y Administración, y por último el Servicio de Información e Investigación. Con el tiempo, algunos servicios adquirieron un papel más relevante que otros, como fue el caso de los siguientes:
- Servicio de Prensa y Propaganda, que tenía bajo su control tanto la red de periódicos como la red de Emisoras del Movimiento.[44][45]
- Servicio Exterior de Falange, encargado de la acción de Falange fuera de España.[46] Tuvo un papel relevante durante la Segunda Guerra Mundial.
- Servicio de Información e Investigación, una especie de servicio de inteligencia del partido encargado de investigar a opositores y confeccionar informes personales.
- Sección Femenina, órgano de encuadramiento femenino. Tenían a su cargo la gestión de organismos como el Auxilio Social o el Servicio Social de la Mujer.
- Organización Sindical Española, órgano de encuadramiento laboral. Bajo su dependencia se encontraban organizaciones como Educación y Descanso (EyD).
- Organización Juvenil Española, órgano de encuadramiento juvenil. Organizaba numerosas actividades educativas, sociales y deportivas.

Los estatutos de FET y de las JONS de 1939 sustituyeron a los de 1937 y supusieron una reorganización orgánica del partido, estableciendo la creación de dos nuevos organismos: la Delegación Nacional de Excautivos y la Delegación Nacional de Excombatientes. En 1941 se estableció la Delegación Nacional de Deportes, que tendría un importante rol sobre las actividades deportivas. En diciembre de 1945, tras el final de la guerra mundial, la Delegación Nacional del Servicio Exterior fue disuelta.
En julio de 1957 se procedió a una reorganización interna del partido y el número de organismos dependientes de la Secretearía general se redujo. A partir de ese momento las delegaciones nacionales quedaron reorganizadas de la siguiente forma: Sección Femenina; Juventudes; Provincias; Prensa, Propaganda y Radio; Educación Física y Deportes —antigua delegación de Deportes—; Organizaciones; Asociaciones; y Auxilio Social. La nueva Delegación nacional de Asociaciones asumió las competencias de la Delegación Nacional de Excautivos y de la Delegación Nacional de Excombatientes, que desaparecieron.

## Secretarios generales
Aunque el dictador Francisco Franco también ejercía como el líder del «Movimiento», oficialmente el secretario general era el auténtico jefe del partido. Además, a lo largo de su historia la secretaría general del Movimiento dispuso de rango ministerial, lo que la convertía en un miembro más del Consejo de Ministros. El ministro-secretario general en 1975, Fernando Herrero Tejedor, murió repentinamente en un accidente de automóvil. En toda la historia del régimen franquista fue el único que falleció en ejercicio de su cargo. Durante toda su existencia estos fueron los cargos que ocuparon la jefatura:

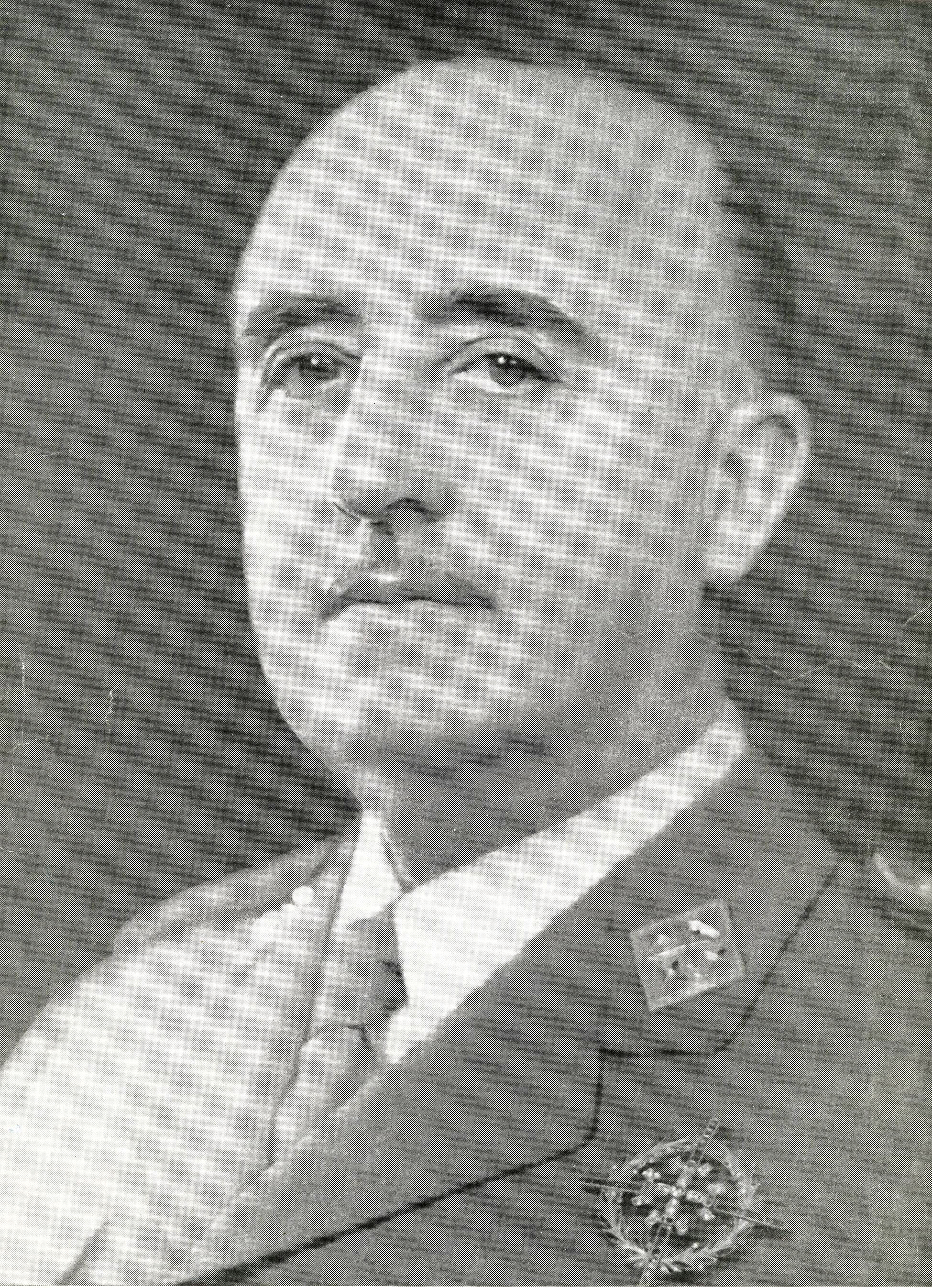
Francisco Franco fue el Jefe Nacional de FET y de las JONS hasta su muerte, en noviembre de 1975.

|  | Raimundo Fernández-Cuesta  | 4 de diciembre de 1937  | 10 de agosto de 1939    |  |  |
|  | Agustín Muñoz Grandes      | 10 de agosto de 1939    | 16 de marzo de 1940     |  |  |
|  | José Luis Arrese           | 20 de mayo de 1941      | 21 de julio de 1945     |  |  |
|  |                            |                         |                         |  |  |
|  | Raimundo Fernández-Cuesta  | 24 de noviembre de 1948 | 16 de febrero de 1956   |  |  |
|  | José Luis Arrese           | 16 de febrero de 1956   | 26 de febrero de 1957   |  |  |
|  | José Solís Ruiz            | 26 de febrero de 1957   | 30 de octubre de 1969   |  |  |
|  | Torcuato Fernández-Miranda | 30 de octubre de 1969   | 4 de enero de 1974      |  |  |
|  | José Utrera Molina         | 4 de enero de 1974      | 5 de marzo de 1975      |  |  |
|  | Fernando Herrero Tejedor   | 5 de marzo de 1975      | 12 de junio de 1975     |  |  |
|  | José Solís Ruiz            | 18 de junio de 1975     | 12 de diciembre de 1975 |  |  |
|  | Adolfo Suárez              | 12 de diciembre de 1975 | 8 de julio de 1976      |  |  |
|  | Ignacio García López       | 8 de julio de 1976      | 7 de abril de 1977      |  |  |

### Pie de página
1. 1 2  Jefatura del Estado (1 de abril de 1977). «Real Decreto-ley 23/1977, de 1 de abril, sobre reestructuración de los órganos dependientes del Consejo Nacional y nuevo régimen jurídico de las Asociaciones, funcionarios y patrimonio del Movimiento». Boletín Oficial del Estado núm. 83, de 7 de abril de 1977 (Agencia Estatal Boletín Oficial del Estado): 7768-7770.
2. ↑  Stanley G. Payne. Fascism in Spain, 1923–1977. Madison: Wisconsin University Press, 1999. pp. 77–102.
3. ↑  Pettenghi, José (16 de noviembre de 2017). «¡Rusia es culpable!». Consultado el 28 de junio de 2021.
4. ↑  elDiario.es (1 de abril de 2014). «Franco: "Un Estado totalitario armonizará España"». ElDiario.es. Consultado el 13 de junio de 2022.
5. ↑  Albanese, Matteo Antonio; Hierro, Pablo del (2013). «Una red transnacional. La "network" de la extrema derecha entre España e Italia después de la II Guerra Mundial, 1945-1968». Falange, las culturas políticas del fascismo en la España de Franco (1936-1975), Vol. 2, 2013, ISBN 978-84-9911-216-9, págs. 6-24 (Instituto "Fernando El Católico"): 6-24. ISBN 978-84-9911-216-9. Consultado el 13 de junio de 2022.
6. ↑  Grecco, Gabriela de Lima (2016). «Falange Española: de la corte literaria de José Antonio al protagonismo del nacionalcatolicismo». História e Cultura 5 (Extra 3): 98-118. ISSN 2238-6270. Consultado el 13 de junio de 2022.
7. 1 2  Desmontaje de la fachada de la sede de FET-JONS. El País. 1977
8. ↑  ESTATUTOS DE F. E. T. Y DE LAS J. O. N. S. 31 de julio de 1939. p. 1. Archivado desde el original el 1 de diciembre de 2021. Consultado el 1 de diciembre de 2021.
9. 1 2  Payne, 1999, p. 322.
10. ↑  Payne, 1987, p. 176.
11. ↑  Payne, 1987, p. 187.
12. 1 2  Gallego y Morente, 2005, p. 217.
13. ↑  Beevor, 2006, p. 286.
14. ↑  Crozier, 1967, p. 384.
15. ↑  Thomas, 2001, p. 903.
16. ↑  Leonard y Bratzel, 2007, p. 96.
17. ↑  Bowen, 2000, p. 59.
18. ↑  Steinberg, 2000, p. 122.
19. ↑  Payne, 1999, p. 538.
20. ↑  Martín de Pozuelo y Ellakuría, 2008, p. 240.
21. ↑  West, 2015, p. 318.
22. ↑  Gallego y Morente, 2005, p. 219.
23. 1 2  Gallego y Morente, 2005, p. 220.
24. ↑  Payne, 1999, p. 238.
25. ↑  Gallego y Morente, 2005, pp. 222-223.
26. ↑  Payne, 1999, pp. 308-309.
27. ↑  Gallego y Morente, 2005, p. 222.
28. ↑  Gallego y Morente, 2005, p. 221.
29. 1 2  Gallego y Morente, 2005, p. 223.
30. ↑  Gallego y Morente, 2005, p. 224.
31. ↑  Cerón Torreblanca, 2008, p. 204.
32. 1 2 3  Gallego y Morente, 2005, p. 225.
33. ↑  Gil Pecharromán, 2008, p. 122.
34. ↑  Gallego y Morente, 2005, pp. 225-226.
35. 1 2 3  Gallego y Morente, 2005, pp. 226.
36. 1 2  Payne, 1999, p. 527.
37. 1 2  Payne, 1999, p. 528.
38. ↑  Payne, 1999, p. 459.
39. ↑  Payne, 1999, pp. 459-460.
40. ↑  Suárez Fernández y Espadas, 1987, p. 466.
41. 1 2  González Enríquez y Barahona de Brito, 2002, p. 177.
42. ↑  González Enríquez y Barahona de Brito, 2002, pp. 177-178.
43. ↑  Gallego y Morente, 2005, p. 217n.
44. ↑  Timoteo Álvarez, 1989, p. 251.
45. ↑  Martín Mateo, 1974, p. 540.
46. ↑  Naranjo Orovio, 1988, p. 1 y ss..
47. ↑  Rodríguez Jiménez, 1994, p. 102.
48. ↑  Cámara, 1984, p. 206.
49. ↑  Moreno Cantano, 2006, p. 113.
50. ↑  Rivero, 2008, p. 43.
51. ↑  Alcalde, 2014, pp. 286-287.
52. ↑  Alcalde, 2014, p. 287.
53. ↑  Fallece Fernando Herrero Tejedor. ABC (13 de junio de 1975)